# José Durán Pérez
José Durán Pérez, Pepe Durán (9 de octubre de 1945, Madrid, España) es un exboxeador español. Comenzó a brillar cuando el boxeo empezaba a decaer en España, y no obstante y a pesar de tener que boxear en muchas ocasiones por los títulos importantes fuera de España obtuvo los brillantes resultados de ser campeón de Europa en varias ocasiones e incluso proclamarse campeón del mundo de los pesos superwelter.

## Biografía

### Aficionado
Con 15 años pesaba 70 kilos, entonces un amigo le llevó a un combate en el Palacio de los Deportes, entré al gimnasio para perder peso, pero le gustó aunque no peleó hasta los 17 años. Su primer rival fue Francisco Delgado y tuvo que ser su hermano quien le firmase el consentimiento debido a que sus padres no sabían nada. Después de seis combates ganados una vecina vio que salió en el Diario Marca y se lo enseñó a su madre. No quisieron que peleara pero al final destacó en el boxeo en su era amateur, llegando a representar en España en los Juegos Olímpicos de México 1968 y en los Juegos del Mediterráneo de Túnez de 1967. Buen estratega y elegante en el boxeo con gran dominio del directo de izquierda no tardó de pasar al profesionalismo.

### Título de España
Disputó su primer combate profesional el 30 de noviembre de 1967 en Barcelona ante Ben Hamida al que noqueó en tres asaltos.
Tras 22 combates ganados sufre su primera derrota frente al excampeón de Europa, el francés Jean Josselin, este combate se disputó en Montjuic el 22 de junio de 1970, y fue una derrota por puntos en ocho asaltos. Tras dos combates victoriosos uno de ellos sobre el mítico Ángel Robinson García, intenta lograr el título nacional de los pesos wélter sin conseguirlo tras hacer combate nulo frente al campeón nacional Antonio Torres.
Prosigue su carrera con varias victorias y algunos combates nulos y una derrota para intentar de nuevo obtener el título nacional, en esta ocasión de los superwelter, siendo derrotado por el campeón, José María Madrazo por puntos en doce asaltos. Sin embargo uno meses más tarde logra el título nacional en el combate de revancha contra Madrazo al que vence por puntos en doce asaltos.

### Título de Europa
Un año después de obtener el título nacional intenta el asalto por el título europeo frente al francés Jacques Kechichian al que derrota por puntos en quince asaltos, en Madrid el 7 de junio de 1974. Durán realiza tres defensas de su título continental derrotando Eckhard Dagge, Johan Orsolics y Franz Sandl a los dos primeros por nocauts técnicos en el undécimo, décimo cuarto asalto y por puntos en quince asaltos.

### Título del Mundo
Estas victorias y que el título mundial del Consejo Mundial de Boxeo está vacante, es nombrado co-aspirante al título mundial junto con el brasileño Miguel de Oliveira. Pierde el combate por puntos en quince asaltos en un combate celebrado en Mónaco el 7 de mayo de 1975. Tras el fracaso por su intento al título mundial pone en juego su título continental y es derrotado por Eckhard Dagge por nocaut en nueve asaltos en un combate disputado en Berlín. 
Tras esta derrota la carrera del español parece entrar un poco cuesta abajo aunque no sufre ninguna derrota al sumar varias victorias por puntos y varios combates nulos. No obstante, el gran campeón japonés Koichi Wajima, varias veces campeón del mundo le da la oportunidad de boxear por el título mundial de la Asociación Mundial de Boxeo. El combate se disputó en Tokio, ante la afición contraria y con todo en contra, Durán realizó el mejor combate de su carrera, gracias a una gran estrategia y a su buen hacer dominó el combate asalto tras asalto hasta que noqueó al japonés en el decimocuarto asalto.
No fue capaz de mantener su cetro mundial por mucho tiempo, realizó su primera defensa en Madrid ante el argentino Miguel Ángel Castellini en un combate igualado, y pese a lo que se podía pensar el factor de pelear en casa no fue decisivo y el argentino fue proclamado vencedor. Ya semirretirado de la práctica del boxeo, tuvo una nueva oportunidad por el cetro mundial frente al pegador italiano Rocky Mattioli, pero ya estaba lejos de su mejor forma y no pudo hacer frente al italiano que le noqueó en el quinto asalto.

## Principales combates
- 11 de septiembre de 1970, Barcelona. Se enfrenta a Antonio Torres y realiza un combate nulo en 12 asaltos con el título nacional del wélter en juego.
- 1 de agosto de 1972, Barcelona. Se enfrenta a José María Madrazo por el título nacional de los superwelter y pierde por puntos en doce asaltos.
- 30 de junio de 1973, Burgos. Vence a José María Madrazo por puntos en doce asaltos y se proclama campeón de España de los superwelter.
- 7 de junio de 1974, Madrid. Vence a Jacques Kechichian por puntos 15 asaltos y logra el título europeo de los superwelter.
- 3 de septiembre de 1974, Berlín, Alemania. Vence a Eckhard Dagge por KO técnico en 11 asaltos y retiene su corona continental
- 5 de noviembre de 1974, Berlín, Alemania. Vence a Johan Orsolics por KO técnico en 14 asaltos y retiene su corona europea.
- 7 de enero de 1975 Viena, Austria. Vence a Franz Csandl por puntos en 15 asaltos y retiene el título europeo.
- 7 de mayo de 1975 Mónaco. Es derrotado por Miguel de Oliveira por puntos en 15 asaltos y no logra el título mundial de los Superwelter versión WBC.
- 24 de junio de 1975 Berlín, Alemania. Es derrotado por Eckhard Dagge por KO técnico en nueve asaltos y pierde su título europeo.
- 18 de mayo de 1976 Tokio, Japón. Vence a Kochi Wajima por KO en 14 asaltos y se proclama campeón del mundo superwelter de la WBA
- 8 de octubre de 1976, Madrid. Es derrotado por Miguel Ángel Castellini por puntos en quince asaltos y pierde su corona mundial.
- 14 de mayo de 1978, Pescara, Italia. Es derrotado por Rocky Mattioli, por KO en 5 asaltos y no logra la corona mundial de la WBC superwelter.